# Kamen iz Sconea
Kamen iz Sconea (/ˈskuːn/; škotskogelsko An Lia Fàil; škotsko Stane o Scone), znan tudi kot kamen usode, je podolgovat blok rdečega peščenjaka, ki so ga uporabljali pri kronanju škotskih monarhov do 13. stoletja.
Zgodovinsko gledano je bil artefakt shranjen v zdaj porušenem samostanu Scone v kraju Scone blizu Pertha na Škotskem. Med angleško invazijo na Škotsko leta 1296 so ga zasegle sile Edvarda I., nato pa so ga uporabili pri kronanju angleških monarhov in kasneje britanskih monarhov po pogodbi o uniji iz leta 1707.
Meri 66 cm × 42 cm × 27 cm in tehta približno 152 kg. Na eni površini je grobo vrezan križ, železen obroč na obeh koncih pa pomaga pri transportu. Monarhi so sedeli na samem kamnu Scone, dokler v 17. stoletju niso kamnu za kronanje dodali lesene plošče.
Leta 1996 je bil kamen vrnjen na Škotsko. Hranijo ga v Edinburškem gradu s častmi Škotske. Kamen ostaja v lasti krone in se prepelje v London za uporabo pri kronanjih.

## Izvor in legende
V 14. stoletju je angleški duhovnik in zgodovinar Walter Hemingford identificiral prejšnjo lokacijo škotskega kamna za kronanje kot samostan Scone, tri kilometre severno od Pertha:
Apud Monasterium de Scone positus est lapis pergrandis in ecclesia Dei, juxta magnum altare, concavus quidem ad modum rotundae cathedrae confectus, in quo futuri reges loco quasi coronationis ponebantur ex more.
v prevodu:
V samostanu Scone, v božji cerkvi, blizu velikega oltarja, je bil postavljen velik kamen, izdolben kot okrogel stol, na katerega so po običaju postavljali bodoče kralje za svoje kronanje.
Obstajajo različne teorije in legende o zgodovini kamna pred njegovo postavitvijo v Scone. Ena zgodba se nanaša na Fergusa, sina Erca, prvega škotskega kralja (vladal ok. 498 – 501) na Škotskem, čigar prevoz kamna z Irske v Argyll, kjer je bil na njem okronan, je bil zabeležen v kronika iz 15. stoletja. Nekatere različice identificirajo kamen, ki ga je prinesel Fergus, z Lia Fáil (irsko za 'kamen usode'), ki je bil uporabljen v Tari za inavguracijo visokih irskih kraljev. Druge tradicije trdijo, da Lia Fáil ostaja na Tari. (Inis Fáil, 'Otok usod'", je eno od tradicionalnih imen Irske.) Druge legende postavljajo izvor kamna v svetopisemske čase in ga identificirajo kot Jakobov kamen, ki ga je Jakob vzel iz Betela na poti v Haran (1Mz 28,10–22). Ta isti Jakobov kamen naj bi nato prerok Jeremija odnesel na starodavno Irsko.
V nasprotju s temi legendami so geologi dokazali, da je kamen, ki ga je Edvard I. Angleški odnesel v Westminster, »spodnji stari rdeči peščenjak«, ki so ga pridobivali v bližini Sconea. Obstajajo dvomi o pristnosti kamna v Westminstru: objava na spletnem dnevniku upokojene škotske akademkinje in pisateljice zgodovinske fikcije, Marie MacPherson, kaže, da segajo vsaj dvesto let nazaj.
Pismo uredniku Morning Chronicle z dne 2. januarja 1819 pravi:
19. novembra, ko so bili služabniki, ki so pripadali West Mainsu hiše Dunsinane, zaposleni pri odnašanju kamnov iz izkopa med ruševinami, ki kažejo na lokacijo Macbethovega gradu, je del tal, na katerem so nenadoma stali, popustil in se pogreznil približno šest metrov ter odkril pravilno zgrajen obok, dolg približno šest metrov in širok štiri. Ker nihče od moških ni bil poškodovan, jih je radovednost navedla, da so raziskali podzemno vdolbino, ko so med ruševinami odkrili velik kamen, težak približno 230 kg, za katerega je bilo razglašeno, da je meteorskega ali polkovinskega izvora. Ta kamen je moral ležati tukaj v dolgem nizu dob od Macbethove vladavine. Poleg njega so našli tudi dve okrogli tablici, po sestavi podobni bronu. Na eni od teh dveh sta gravuri, ki ju je gospod tako razvozlal. – 'Svečnik (ali senca) kraljestva pride, dokler me nevidna bitja v zraku spet ne odnesejo v Betel'. Na teh ploščah so odtisi rok. Že od nekdaj se tukaj med nami verjame, da so nevidne roke prinesle Jakobovo blazino iz Betela in jo odvrgle na mesto, kjer zdaj stoji palača Scoon. Mnogi v tem delu države so tudi močno prepričani, da je bila le upodobitev te Jakobove blazine, ki jo je Edward poslal v Westminster, saj sam ni našel svetega kamna. Tukajšnji radovedneži, ki poznajo tovrstna izročila in so si ogledali te častitljive ostanke iz antike, se strinjajo, da je Macbeth morda ali bolje rečeno moral odložiti zadevni kamen na dno svojega gradu, na hribu Dunsinane, kjer so ga našli delavci. Ta nenavaden kamen je bil poslan v London, da bi ga pregledali znanstveni amaterji, da bi odkrili njegovo pravo kakovost.
Na hribu Dunsinane so ostanki poznega prazgodovinskega gradišča, ki je zgodovinsko povezano z Macbethom, vendar na hribu niso našli ostankov iz 11. stoletja.

## Westminstrska opatija
Leta 1296, med prvo škotsko vojno za neodvisnost, je angleški kralj Edvard I. kamen vzel kot vojni plen in ga prenesel v Westminstrsko opatijo, kjer so ga vgradili v lesen stol – znan kot stol za kronanje ali stol kralja Edvarda – na katerem so bili kronani večina naslednjih angleških in nato britanskih vladarjev. Edvard I. si je prizadeval zahtevati status 'Vrhovnega gospoda' Škotske s pravico do nadzora njenega kralja.
Nekaj dvoma obstaja glede kamna, ki ga je zajel Edvard I. Teorija Westminstrskega kamna pravi, da so menihi iz palače Scone skrili pravi kamen v reki Tay ali ga zakopali na hribu Dunsinane in da so bile angleške čete prevarane, da so vzele nadomestek. Nekateri zagovorniki te teorije trdijo, da se zgodovinski opisi kamna ne ujemajo s sedanjim kamnom.
V pogodbi iz Northamptona iz leta 1328 med Kraljevino Škotsko in Kraljevino Anglijo se je Anglija strinjala, da bo vrnila zajeti kamen Škotski; množice izgredov so preprečile, da bi ga odstranili iz Westminsterske opatije. Kamen je ostal v Angliji še nadaljnjih šest stoletij. Ko je škotski kralj Jakob VI. Škotski prevzel angleški prestol kot Jakob I. Angleški, je bil okronan v Westminstrski opatiji na kamnu. V naslednjem stoletju so škotski kralji in kraljice Stuart znova sedeli na kamnu – vendar ob njihovem kronanju za kralje in kraljice Anglije in v Angliji.

### 1914 bombni napad sufražetk
11. junija 1914 so sufražetke Ženske socialne in politične unije kot del bombnih napadov in požigov sufražetk v letih 1912–1914 poleg stola za kronanje in kamna postavile bombo, napolnjeno s kovinskimi vijaki in maticami, ki je delovala kot šrapnel; po kasnejši eksploziji niso poročali o nobenih resnih poškodbah, čeprav je bilo v stavbi 80–100 obiskovalcev, vendar je deflagracija odnesla vogal stola in povzročila, da se je kamen zlomil na pol – čeprav so to odkrili šele leta 1950, ko so štirje škotski nacionalisti vdrli v cerkev, da bi ukradli kamen in ga vrnili na Škotsko. Dva dni po bombnem napadu v Westminstrski opatiji so odkrili še drugo bombo sufražetk, preden je lahko eksplodirala v stolnici sv. Pavla.

### Začetek 20. stoletja
Možnost, da bi stol za kronanje poškodovali ali uničili nemški zračni napadi med drugo svetovno vojno, je povzročila, da so ga za čas vojne prestavili v Gloucestersko stolnico. Zaskrbljenost zaradi propagandnih posledic, da bi kamen padel v nemške roke, je privedla do tega, da je bil skrit za starodavnimi svinčenimi krstami v grobnem oboku pod kapelo opata Islipa, ki je ob severnem ambulatoriju opatije. Razen dekana Paula de Labilliera in geodeta Westminstrske opatije Charlesa Peersa je le nekaj ljudi vedelo za njegovo skrivališče. Ker ga je skrbelo, da bi se skrivnost lahko izgubila, če bi bili vsi pobiti med vojno, je Peers sestavil tri zemljevide, ki prikazujejo njegovo lokacijo. Dva sta bila v zaprtih kuvertah poslana v Kanado, en kanadskemu premierju Williamu Kingu, ki ga je deponiral v trezorju Bank of Canada v Ottawi. Drug je šel namestniku guvernerja Ontaria, ki je svojo ovojnico shranil v Bank of Montreal v Torontu. Ko je prejel sporočilo, da so bile kuverte prejete, je Peers uničil tretji zemljevid, ki ga je hranil v svoji banki.
Peers je kasneje prek Urada za dela prejel predlog, da bi kamen poslali v hrambo na Škotsko:
|Verjamem, da urad za dela ne bo popustil temu poskusu Škotov, da bi se dokopali do Stonea s strani bočnega vetra. Ne morete biti tako preprosti, da ne bi vedeli, da je ta pridobitniška nacija vse od časa Edvarda I. poskušala s poštenimi ali neumnimi sredstvi priti do kamna, in med mojim časom v Westminstru smo od policije prejeli opozorila, da so bili Škotski odposlanci na svobodi v Londonu in so nameravali ukrasti kamen, zato bi bilo bolje, da zaklenemo spovedniško kapelo, kjer je običajno shranjen.

## Prva vrnitev na Škotsko
Na božični dan 1950 je skupina štirih škotskih študentov (Ian Hamilton, Gavin Vernon, Kay Matheson in Alan Stuart) odstranila kamen iz Westminstrske opatije, da bi ga vrnila na Škotsko. Med postopkom odstranjevanja se je kamen zlomil na dva dela. Potem ko so večji del kamna zakopali na polju v Kentu, kjer so taborili nekaj dni, so odkrili zakopan kamen in se skupaj z novim sostorilcem Johnom Josselynom vrnili na Škotsko.
Po besedah enega ameriškega diplomata, ki je bil takrat napoten v Edinburgu, je bil kamen za kratek čas skrit v prtljažniku v kleti uradnika za odnose z javnostmi konzulata, ne da bi vedel, nato pa so ga prinesli še severneje. Manjši kos je bil podobno prinesen na sever pozneje. Celoten kamen je bil predan visokemu glasgowskemu politiku, ki je poskrbel, da ga je glasgowski kamnosek Robert Gray profesionalno popravil.
Britanska vlada je odredila veliko iskanje kamna, vendar je bilo neuspešno. Kamen so pustili tisti, ki so ga 11. aprila 1951 skrivali na oltarju opatije Arbroath, posesti v lasti Škotske cerkve. Ko je bila londonska policija obveščena, kje je kamen, so ga štiri mesece po odstranitvi vrnili v Westminster. Kasneje so krožile govorice, da so bile narejene kopije kamna in da vrnjeni kamen ni original.

## Vrnitev na Škotsko
3. julija 1996 je britanska vlada kot odgovor na naraščajočo razpravo o škotski kulturni zgodovini napovedala, da se bo kamen vrnil na Škotsko, 700 let po tem, ko je bil odvzet. 15. novembra 1996, po slovesnosti predaje na meji med predstavniki notranjega ministrstva in škotskega ministrstva, je bil kamen prepeljan na Edinburški grad. Uradna slovesnost predaje je potekala na gradu 30. novembra 1996, na dan svetega Andreja, da bi obeležili prihod kamna. Princ Andrew, vojvoda Yorški, ki je zastopal kraljico Elizabeto II., je uradno izročil kraljevi nalog za prenos kamna v hrambo komisarjev za regalije. Trenutno ostaja skupaj s kronskimi dragulji Škotske, častmi Škotske, v kronski sobi Edinburškega gradu.

## Javni prikaz
Kot del posvetovanja leta 2019 je škotska vlada vprašala javnost za mnenje o najprimernejši lokaciji za javno razgrnitev Kamna iz Sconea. Predlagani sta bili dve možnosti: predstaviti ga kot osrednji del predlaganega novega muzeja v Perthu (prenova nekdanje mestne hiše v Perthu v vrednosti 23 milijonov funtov) ali ostati na Edinburškem gradu pri večji prenovi obstoječe razstave.
Decembra 2020 je škotska vlada napovedala, da bo kamen prestavljen v mestno hišo v Perthu.

### Začasna vrnitev v London
Septembra 2022 je Historic Environment Scotland objavil, da se bo kamen začasno vrnil v Westminstrsko opatijo za kronanje Karla III. Kasneje je grad zapustil 27. aprila 2023 v procesiji, ki jo je vodil Joseph Morrow, lord Lyonski kralj orožja in prispel v Westminstrsko opatijo 29. aprila. Po kronanju 6. maja je bil kamen postavljen na začasno razstavo v opatiji, preden so ga pozneje v mesecu vrnili na Edinburški grad.

## Incident 2023
15. novembra 2023 so trije člani okoljevarstvene aktivistične skupine This is Rigged razbili zaščitno stekleno ohišje kamna in na steklo poškropili besede Is Treasa Tuath Na Tighearna (gelščina za 'Ljudje so močnejši od gospoda'), poleg logotipa skupine. Edinburški grad je bil do konca dneva zaprt za javnost. Aktivisti so bili aretirani po akciji, za katero so trdili, da je bila namenjena pritisku na supermarkete, da znižajo cene hrane in škotsko vlado, da financira skupnostno središče hrane.

## Manjkajoči fragment
Januarja 2024 so delček kamna, za katerega so prej mislili, da je izgubljen, našli v omari na sedežu Škotske nacionalne stranke. Glede na dokumente škotskega kabineta, objavljene 1. januarja, je fragment takratnemu prvemu ministru Alexu Salmondu leta 2008 podaril sin Johna MacCormicka, ki je sodeloval pri odstranitvi kamna iz Westminsterske opatije. Sir John Elvidge, ki je bil takrat stalni sekretar kabineta, je gospodu Salmondu rekel, da lahko obdrži delček. G. Salmond ga je nato posredoval SNP v hrambo.